# Il Balletto di Bronzo
Il Balletto di Bronzo è un gruppo musicale italiano di rock progressivo formatosi a Napoli alla fine degli anni sessanta.

## Storia

### Anni settanta
Nel 1967 si formano a Napoli i Battitori Selvaggi, gruppo che suona musica beat fondato da Raffaele Cascone, futuro DJ di Per voi giovani e amico di Edoardo Bennato (a cui quest'ultimo dedicherà Venderò). Il gruppo è costituito, oltre che da Cascone (chitarra), da Michele Cupaiolo (basso), da Marco Cecioni (voce) e da Giancarlo Stinga (batteria). Cascone lascia poco dopo, e il gruppo ingaggia il chitarrista Lino Ajello, proveniente dai Volti di Pietra, altro gruppo partenopeo, e decide di cambiare nome ispirandosi al quadro Bronze Ballet, dipinto nel 1940 da Edward Wadsworth e conservato alla Tate Gallery di Londra.
Con questa formazione il gruppo riesce ad avere un contratto con la ARC, per la quale pubblica nel 1969 il 45 giri Neve Calda, ancora influenzato dal beat ma con una sonorità che tende al rock duro.
L'anno successivo viene pubblicato dalla RCA il primo album, Sirio 2222 (anticipato dal singolo Sì mama mama, che non viene inserito nell'LP), un disco ancora legato alle sonorità tardo-beat dell'epoca, ma con accenni blues (nell'ecologica Un posto e in Incantesimo), hard rock (in Un posto) e progressive (Meditazione e, soprattutto, la mini suite Missione Sirio 2222); un arrangiamento di Meditazione è presente nell'album ll Mio Nome è Nessuno (Molto Recording) di Nevruz, prodotto da Peppe Ponti e Lino Patriota e con il cantante Marco Cecioni e il chitarrista Lino Ajello della formazione originale del 1970 dell'album Sirio 2222. Lo strumento che spicca è sicuramente la chitarra di Ajello, artefice del suono "sporco" che caratterizza alcune parti del disco. Uno dei brani contenuti nel disco, Ti risveglierai con me, composto da Piero Umiliani, è inserito nella colonna sonora del film 5 bambole per la luna d'agosto. L'album, scarsamente pubblicizzato, passa del tutto inosservato e la RCA non rinnova il contratto alla band.
Nell'inverno del 1971 entra nel gruppo il giovane e talentuoso tastierista Gianni Leone (proveniente dai Città Frontale). Il gruppo nella formazione a cinque passa alla Polydor, lasciandosi definitivamente alle spalle l'impronta beat. La svolta imposta da Leone crea i primi malumori nel gruppo, ed escono dalla formazione Cupaiolo e Cecioni. Quest'ultimo si trasferisce in Svezia, aprendo una strada che successivamente accomunerà altri membri del gruppo. Nel frattempo Leone e Stinga collaborano con Adriano Celentano, suonando nell'album I mali del secolo. Sostituito il bassista con il romano Vito Manzari, il quartetto pubblica nell'estate del 1972 il secondo album, Ys, disco complesso e difficile, che coniuga sonorità classicheggianti ad uno stile musicale ancora più duro, molto distante dal precedente lavoro.
Il concept album è ispirato a un racconto medievale francese (L'Histoire d'YS) di derivazione celtica. Il demiurgo del disco è proprio l'organista Leone, impegnato anche al canto, che si avvale di un gran numero di tastiere per creare un suggestivo tappeto sonoro che ripropone le atmosfere cupe e misteriose dell'immaginario medievale. Anche il resto del gruppo fornisce una prova notevole. I testi surreali raccontano della sorte dell'ultimo uomo superstite sulla Terra che, venuto a conoscenza della verità da una voce, è costretto a vagare disperato per tramandarla ad almeno un altro essere umano vivente. Il compito si rivela impossibile anche a causa di un'entità soprannaturale che lo priva uno alla volta dei sensi fino a condurlo alla morte, e neanche tra le braccia di quest'ultima sarà in grado di parlare.
L'album riscuote un buon successo di critica anche oltre confine, anche grazie alla buona promozione della Polydor. Il gruppo è tra i più richiesti della scena progressive, e partecipa con successo a molte rassegne tra le quali il raduno Davoli Pop di Reggio Emilia, il Be-In di Napoli e la Controcanzonissima organizzata dalla rivista Ciao 2001. Il gruppo si mette al lavoro per realizzare il terzo album, vivendo per un po' tutti insieme in un cascinale a San Martino Monte l'Abate, nei dintorni di Rimini, quando inaspettatamente nel settembre 1973 annuncia lo scioglimento. Avendo ancora degli obblighi contrattuali con la Polydor, Leone e Stinga incidono ancora un 45 giri, contenente La tua casa comoda e Donna Vittoria, pubblicato a nome del gruppo (in copertina vi è una foto dei quattro, anche se Manzari e Ajello non hanno preso parte alle incisioni). Il brano strumentale del lato B deve il titolo alla moglie dell'allora Presidente della repubblica Giovanni Leone.
L'istrionico tastierista si trasferisce negli Stati Uniti d'America per intraprendere la carriera solista sotto il nome di LeoNero, incidendo nel 1975 un album a New York (ma pubblicato della EMI nel 1977) in cui suona lui stesso tutti gli strumenti, un secondo album a Los Angeles nel 1980, più alcuni singoli, ottenendo un seguito soprattutto in Giappone. Lino Ajello e Gianchi Stinga, trasferitisi anch'essi in Svezia, aprono uno studio di registrazione, l'Hulman, al centro di Stoccolma, che sarà frequentato anche dai Roxette e gli Europe. Manzari resta ancora per qualche anno nell'ambiente musicale come turnista, suonando tra gli altri con Domenico Modugno, Alan Sorrenti e Nada.

### Anni novanta e 2000
Nel 1990 la rivista musicale Raro! pubblica un disco, Il re del castello, che racchiude alcune incisioni della prima formazione del gruppo, risalenti al periodo 1969-1970: per la precisione alcuni brani registrati durante le session di Sirio 2222 ma non inclusi nell'album (Accidenti, Il re del castello e una versione strumentale di Neve calda) e quattro canzoni incise in spagnolo (tra cui una cover di Eternità dei Camaleonti).
Nel 1995 Gianni Leone tenta di riorganizzare la formazione di Ys, ma si imbatte nel disinteresse degli altri membri originali. Pertanto, resuscita l'antico nome attorno a un trio completato da Romolo Amici al basso e Ugo Vantini alla batteria, entrambi ex componenti dei Divae, band romana di new prog che aveva ospitato il tastierista nel proprio esordio discografico (Determinazione, del 1995). Con questa formazione si dedica a un'intensa attività dal vivo documentata dall'ottimo album dal vivo Trys, contenente l'inedito Technoage. Successivamente, Amici lascerà la band, seguito subito dopo da Vantini, che entrerà negli Ezra Winston e poi fonderà il gruppo VU Meters. Da allora, il gruppo registrerà continui cambi di organico (ma sempre attestandosi sull'ormai consolidata formula del trio), riscontrando comunque sempre un grande successo di pubblico, anche a livello internazionale. Nel 2000, il Balletto di Bronzo è stato tra i pochi complessi italiani a partecipare al NEARfest, uno dei principali festival di rock progressivo al mondo.
Nel 2008 viene pubblicato il DVD Live in Rome, edito dalla genovese Black Widow, testimonianza di un concerto romano (con un organico completato da Adolfo Ramundo alla batteria e Marco Capozi al basso) nel quale sono presenti ben 4 inediti: Napoli Sotterranea, Deliquio Viola, Certezze fragili, L'Emofago.
Alla fine del 2009 è stato pubblicato il libro Il Balletto di Bronzo e l'idea del delirio organizzato di Gianmaria Consiglio, corredato da un CD contenente versioni inedite dal vivo di brani del gruppo e di Gianni Leone solista. Il Balletto di Bronzo attualmente continua a fare concerti, sia in Italia che all'estero, riscuotendo grandissimo successo.

### Anni 2010
Nel 2011 viene pubblicato dalla BTF su vinile On the Road to Ys, che comprende materiale raro e brani dal vivo. Nel 2012 viene pubblicato su CD On the Road to Ys... and Beyond, che comprende alcuni brani in più rispetto alla versione in vinile.
Nel 2013 Lino Ajello e Marco Cecioni, di ritorno da Stoccolma, riformano la loro versione del Balletto di Bronzo con nuovi musicisti, pur lasciando i diritti sull'utilizzo del nome a Gianni Leone.
Il tastierista partecipa comunque alle registrazioni di Cuma 2015 D.C., nuovo lavoro in studio che dopo 40 anni vede tre dei componenti storici della formazione riuniti sotto il monicker temporaneo di Lino Ajello, Marco Cecioni e Gianni Leone del Balletto Di Bronzo.
Il disco esce il 19 febbraio 2016, con il titolo leggermente cambiato in Cuma 2016 D.C., ed è accreditato a Il Balletto di Bronzo di Lino Ajello e Marco Cecioni; Gianni Leone è indicato in copertina come special guest, suonando in tre brani del disco (Figlio Dei Fiori, Ordine Disordine, che chiude l'album, ed una nuova versione di Neve Calda). Cuma 2016 D.C. comunque si discosta dal consueto prog, per abbracciare un robusto hard rock italiano.
Questo progetto parallelo al Balletto di Bronzo, denominato "Il Balletto di Bronzo di Lino Ajello e Marco Cecioni", si esaurirà definitivamente subito dopo la pubblicazione dell'album Cuma 2016 D.C. e non avrà più alcun seguito.
Il Balletto di Bronzo nella formazione attuale composta da Gianni Leone (tastiere e voce), Riccardo Spilli (batteria) e Ivano Salvatori (basso), continua un'intensa attività concertistica in Italia e all'estero, specialmente in Giappone e in Messico.
Nel 2020 viene pubblicato, sia su vinile che su CD, Official Bootleg per la Black Widow, interamente registrato dal vivo.
Attualmente è in preparazione un nuovo album di inediti.

## Influenza culturale
- Nel film I due maggiolini più matti del mondo (1969), nella camera da letto della figlia del personaggio interpretato da Ingrassia appare, tra i vari poster appesi alle pareti, anche una locandina pubblicitaria di Sirio 2222 riproducente la copertina dell'album;
- Nella colonna sonora del film 5 bambole per la luna d'agosto (1969) è presente il brano Ti risveglierai con me, pubblicata su vinile l'anno successivo;
- Nella colonna sonora del film Delitto d'amore (1974) è contenuta una versione strumentale del brano Neve calda;
- Nel 1970 il gruppo prese parte ad alcuni spot pubblicitari della Coca-Cola trasmessi su Carosello;
- L'album Sirio 2222 ispirò il nome della trasmissione radiofonica Sirio 6070 in onda sulle stazioni FM pratesi Radio Insieme e, a seguire, White Radio.

## Formazione
Anni settanta e novanta
- Gianni Leone, tastiere e voce (1971-73, 1995-)
- Ivano Salvatori basso (2010-)
- Riccardo Spilli batteria (1997-2004; 2017-)

Membri passati
- Lino Ajello - (dal 1969 al 1973) chitarra (Sirio 2222 / Ys)
- Giancarlo Stinga (1969-1973), batteria (Sirio 2222 / Ys)
- Michele Cupaiuolo (1969-1971), basso (Sirio 2222)
- Marco Cecioni - (dal 1969 al 1970) voce (Sirio 2222)
- Vito Manzari (1971-1973), basso (Ys)
- Ugo Vantini (1995-1997), batteria (Trys)
- Romolo Amici (1995-1999), basso (Trys)
- Alessandro Corsi (1999-2003), basso
- Alberto Bronner (2003-2006), basso
- Dario Esposito (2004-2006; 2014-2017), batteria
- Adolfo Ramundo (2006-2013), batteria (Live In Rome)
- Marco Capozi (2006-2010), basso (Live In Rome)

Formazione dal 2013
- Lino Ajello - chitarra (2013-)
- Marco Cecioni - voce e chitarra (2013-)
- Alfonso Mocerino - batteria (2013-2015; 2016-)
- Mars Seajail - basso (2016-)
- Giusy Ferrigno - voce (cori) (2016-)

Membri passati
- Alessandro Stellano - basso e voce (2013-2016)
- Francesco Del Prete - batteria (2013-2016)
- Alessandro Crescenzo - tastiere (2013-2015)
- Gianni Leone - tastiere e voce (2013-2016) special guest
- Adriana Salomone - cori (2015) guest
- Tony Guido - tastiere (2015) guest
- Stefano Formato - chitarra (2015) guest
- Maura De Santis - batteria (2016) guest

## Discografia

### Album in studio
- 1970 - Sirio 2222 (RCA Italiana)
- 1972 - Ys (Polydor)
- 2016 - Cuma 2016 D.C. (Suonidelsud/No Music No Life; Gianni Leone è indicato come "Special Guest") pubblicato come Il Balletto di Bronzo di Lino Ajello e Marco Cecioni
- 2023 - Lemures

### Singoli
- 1969 - Neve calda/Cominciò per gioco, AEC/RCA
- 1970 - Sì, mama mama/Meditazione, RCA Italiana
- 1973 - La tua casa comoda/Donna Vittoria, Polydor

### Raccolte
- 1990 - Il re del castello, RCA/Raro! (raccolta di brani inediti del periodo 1967-1973)
- 1992 - "YS" English Versions, Mellow, (EP registrato nel 1972)
- 2012 - On The Road To Ys... and beyond, AMS/Vinyl Magic

### Live
- 1999 - Trys (Mellow Music)
- 2000 - Balletto di Bronzo plays Beatles (CD e vinile, autoprodotto)
- 2008 - Live in Rome (DVD; Black Widow)
- 2020 - Official Bootleg  (CD e vinile; Black Widow)

### Partecipazioni a compilation
- 1997 - Progressivamente, Progressivamente/AC Forum (contiene Marcia in sol minore e Donna Vittoria)